# Beninisch-haitianische Beziehungen
Die beninisch-haitianischen Beziehungen beschreiben das bilaterale Verhältnis zwischen der Republik Benin einerseits und der Republik Haiti andererseits.

## Diplomatische Beziehungen
Das im Jahr 1960 von Frankreich unabhängig gewordene Benin, das seit dem 17. Jahrhundert den größten Teil des Königreichs Dahomey bildete, und das im Jahr 1804 von Frankreich unabhängig gewordene Haiti unterhalten seit 1960 diplomatische Beziehungen. Haiti war somit eines der ersten Länder, das vier Monate nach der Unabhängigkeit Benins die Souveränität des Landes anerkannte.
Es wurde ein Botschafter Haitis nach Cotonou entsandt, der jedoch drei Jahre später von Präsident François Duvalier zurückgerufen wurde, was die Beziehungen de facto aussetzte. Anlass war der Ärger Duvaliers über den Film „Die Stunde der Komödianten“ (The Comedians), der zu großen Teilen in Benin gedreht worden war und sich kritisch mit der Herrschaft Duvaliers und seinen Tonton Macoute auseinandersetzte.
Die haitianische Botschaft wurde im Jahr 2004 wiedereröffnet und im Jahr 2016 endgültig geschlossen. Die konsularischen Dienstleistungen für Haitianer in Benin übernahm die Botschaft Paris.
Die Botschaft Benins in Paris ist für die Beziehungen zu Haiti zuständig.
Beide Länder sind Mitglied der Internationalen Organisation der Frankophonie (OIF).
Während des ersten Außenministertreffens zwischen Benin und der Karibischen Gemeinschaft (CARICOM) im Januar 2025 in Cotonou traf der haitianische Außenminister Jean-Victor Harvel Jean-Baptiste mit seinem beninischen Amtskollegen Shegun Adjadi Bakari zusammen. Sie unterzeichneten eine Vereinbarung, die regelmäßige politische Konsultationen zu bilateralen und internationalen Fragen vorsieht. Haiti und Benin vereinbarten außerdem, ihre Zusammenarbeit unter anderem in den Bereichen Diplomatie, Bildung, Kultur, wissenschaftliche Forschung, Verteidigung und Sicherheit zu vertiefen.

## Geschichte und Stand der Beziehungen
Die beiden Länder teilen eine lange gemeinsame Kulturgeschichte, die durch den atlantischen Sklavenhandel und die daraus resultierende Einführung des Voodoo als religiöse Kraft in der haitianischen Gesellschaft geprägt ist. Die Vorfahren des haitianischen Nationalhelden und Revolutionsführers Toussaint Louverture stammten aus Dahomey. In Allada wurde eine Statue zu Ehren Louvertures errichtet. Im Jahr 2017 besuchten die haitianischen Senatoren Jean Renel Senatus, Jean-Marie Junior Salomon und Ronald Lareche Benin, um sich über den Umgang mit historischen Ritualen des Voodoo zu befassen, die heute wie zum Beispiel die Herbeiführung von Besessenheitszuständen strafbar sind.
Benin beteiligte sich mit einem Kontingent bewaffneter Polizei an der Stabilisierungsmission der Vereinten Nationen für Haiti (MINUSTAH; 2004 bis 2017).
Nach dem schweren Erdbeben in Haiti 2010 beteiligte sich Benin mit 150.500 US-Dollar an der Finanzierung der Hilfsmaßnahmen der internationalen Gemeinschaft. Benin nahm im März 2011 fast 100 haitianische Studenten auf, die wegen der Zerstörungen ihrer Universitäten ihre Ausbildung in der Heimat nicht fortsetzen konnten.
Der Außenminister Benins nahm im Januar 2024 in Paris an einer Sitzung des Ad-hoc-Beratungsausschusses der Internationalen Organisation der Frankophonie zur Lage in Haiti teil. Ziel des Treffens war es, die Staaten zu mobilisieren, um Lösungen zur Stabilisierung des Landes zu finden. Shegun Adjadi Bakari hob die Vielschichtigkeit der Krise in Haiti hervor, einschließlich des ökologischen Aspekts. Er bekräftigte die uneingeschränkte Unterstützung Benins für die Lösung dieser Krise. Trotz der zahlreichen Herausforderungen (Sicherheit, institutionelle Fragen, Armut, Klimarisiken) zeigte sich der Außenminister zuversichtlich, dass das haitianische Volk die Schwierigkeiten, mit denen es konfrontiert ist, überwinden kann, und begrüßte die Einrichtung der Multinationalen Sicherheitsunterstützungsmission (MMAS).
Die ursprüngliche Zusage Benins, sich als größter Partner mit 2.000 Soldaten an der MMAS zu beteiligen, wurde zurückgenommen, nachdem es in Kenia, das die Führung der Truppe übernehmen sollte, zu verfassungsrechtlichen Problemen gekommen war. In Benin wurde daraufhin die Frage problematisiert, ob das Land das Kommando über die eigenen Einheiten abgeben könne und würde.